# 四日市火力発電所
四日市火力発電所（よっかいちかりょくはつでんしょ）は、三重県四日市市三郎町1番地にあるJERAの天然ガス火力発電所。

## 概要
1963年に1〜3号機が運転を開始、1988年に4号系列が増設された。4号系列は中部電力として初めてコンバインドサイクル発電方式を採用した。
1〜3号機の使用燃料は当初重油だったが、ナフサ、原油を経て、現在はLNGを使用している。なお、4号系列は5軸中2軸にLPGが使用出来るように建設されている。
1、2号機は2016年4月より長期計画停止となり、2017年12月26日に廃止された。3号機は、2018年12月19日に廃止された。
2019年4月、中部電力からJERAに移管された。
2020年5月8日、四日市火力発電所構内において、中部電力がバイオマス発電所の営業運転を開始した。

## 発電設備
- 総出力：58.5万kW（2020年5月16日現在）[4]
- 敷地面積：約23万2,000m2

4号系列(2021年4月から長期計画停止中)
発電方式：1,100℃級コンバインドサイクル発電(Combined Cycle)方式
定格出力：58.5万kW（11万7000kW × 5軸）*
　ガスタービン：7万9,440kW × 5軸
　蒸気タービン：4万750kW × 5軸
使用燃料：LNG、LPG
熱効率：47.3%（低位発熱量基準）
営業運転開始：1988年
* コンバインドサイクルは気温の変化で出力が増減するため、気温9℃を下回れば最大58.5万kWとなるよう運転される。

## 廃止された発電設備
1号機（廃止）
定格出力：22万kW
使用燃料：LNG（過去には重油、ナフサ、原油も使用）
営業運転期間：1963年 - 2017年12月26日
2号機（廃止）
定格出力：22万kW
使用燃料：LNG（過去には重油、ナフサ、原油も使用）
営業運転期間：1963年 - 2017年12月26日
3号機（廃止）
定格出力：22万kW
使用燃料：LNG（過去には重油、ナフサ、原油も使用）
営業運転期間：1963年 - 2018年12月19日

## 四日市バイオマス発電所
四日市バイオマス発電所は、四日市火力発電所構内にある中部電力のバイオマス発電所。
2017年5月、再生可能エネルギーの開発の一環として、中部電力初となる木質バイオマス燃料100%専焼発電設備を新たに設置することが発表された。
2018年5月、四日市バイオマス発電所の工事が着工され、2020年5月8日に営業運転が開始された。
四日市バイオマス発電所
定格出力：4.9万kW
使用燃料：木質バイオマス（木質ペレット、パーム椰子殻）
着工：2018年5月1日
営業運転開始：2020年5月8日

## トラブル
2010年12月8日、当発電所構内にある変電所の開閉設備（4-5号発電機の154kV断路器）で不具合が発生し、愛知県の西部・三重県の北部及び岐阜県の西部を中心とした供給電力の電圧が瞬間的（0.07秒程度）に低下する事象が発生した。そのため当発電所から電力を供給している地域内の工場において生産ラインが停止するなどの被害が出た。